# Nagyváty
Nagyváty é um município da Hungria, situado no condado de Baranya. Tem 12,67 km² de área e sua população em 2019 foi estimada em 323 habitantes.